# Hyatt Regency San Francisco
Het Hyatt Regency San Francisco is een hotel in de Amerikaanse stad San Francisco en is gelegen aan het Embarcadero en de Market Street.
De lobby van het hotel is de grootste ter wereld volgens het Guinness Book of Records. In het midden van de lobby staat een groot beeld, Eclipse, van Charles O. Perry.

## Geschiedenis
De architect van het hotel, John C. Portman Jr., putte inspiratie voor het ontwerp van het Hyatt Regency uit de film Things to Come uit 1936, dat gebaseerd was op een boek van H.G. Wells. De bouw van het hotel kostte 50 miljoen dollar. Het hotel opende in 1973.
In 2022 werd een renovatie aan het hotel uitgevoerd en de kosten hiervoor bedroegen 220 miljoen dollar.

## Galerij

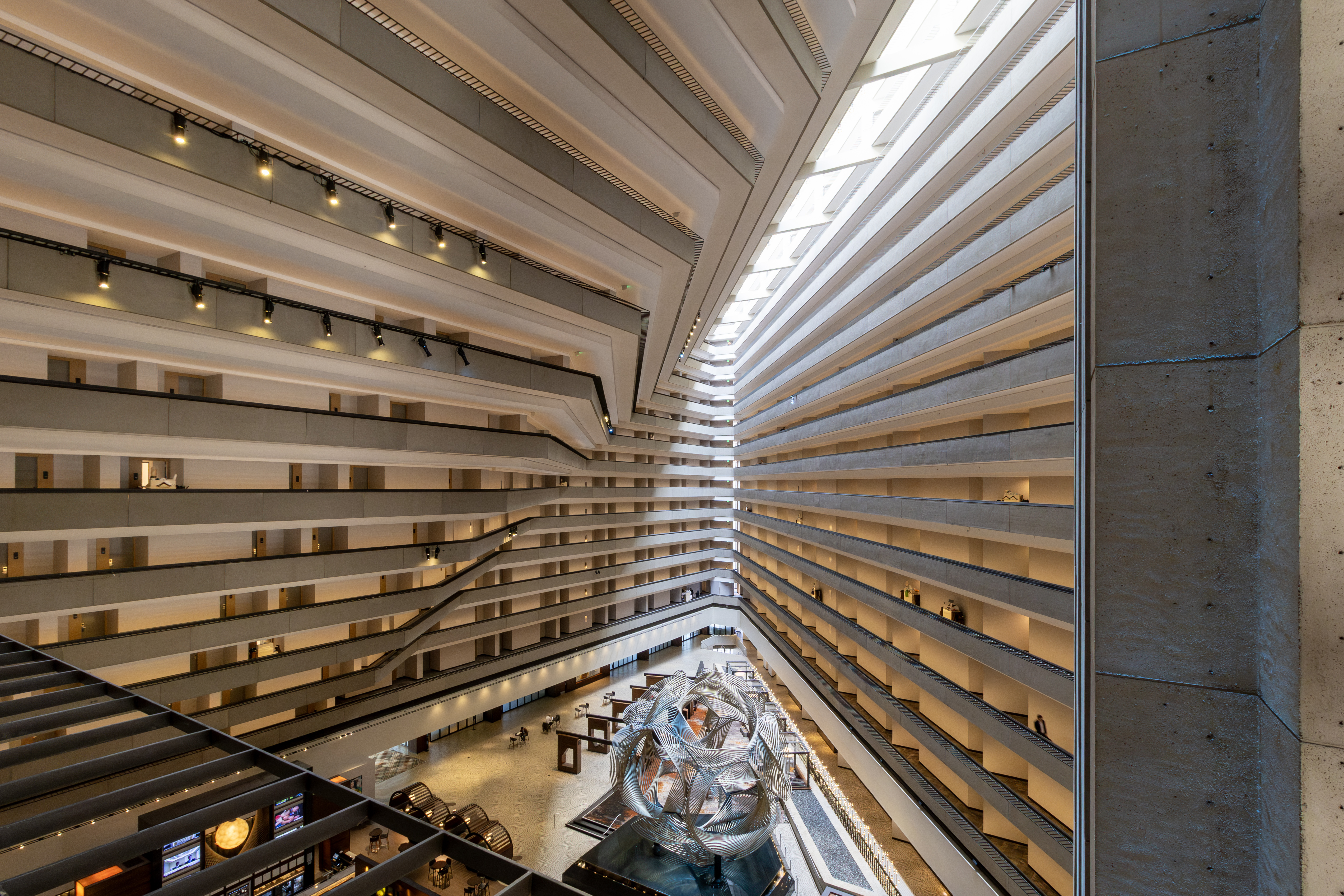
De lobby van het hotel
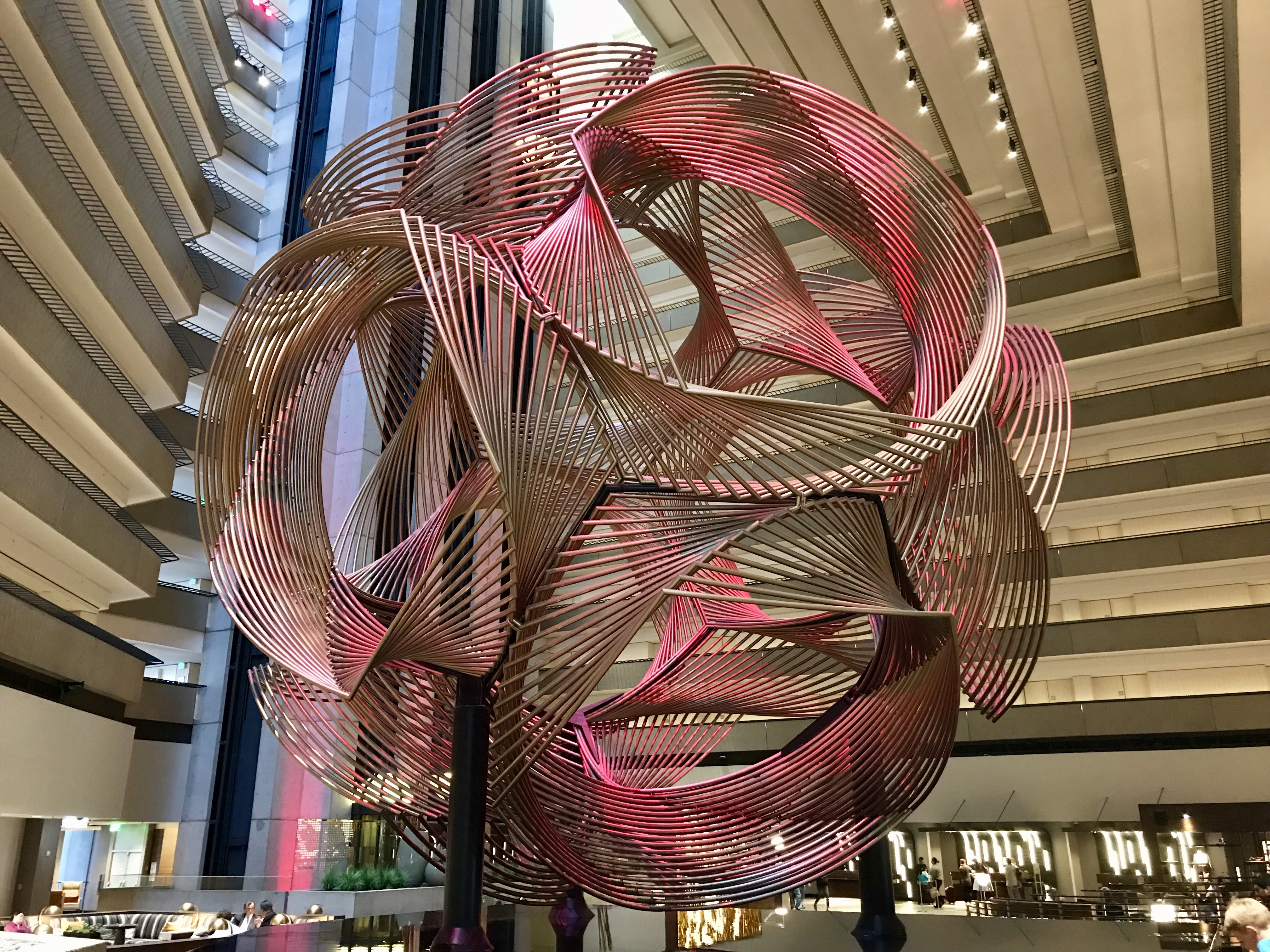
Eclipse
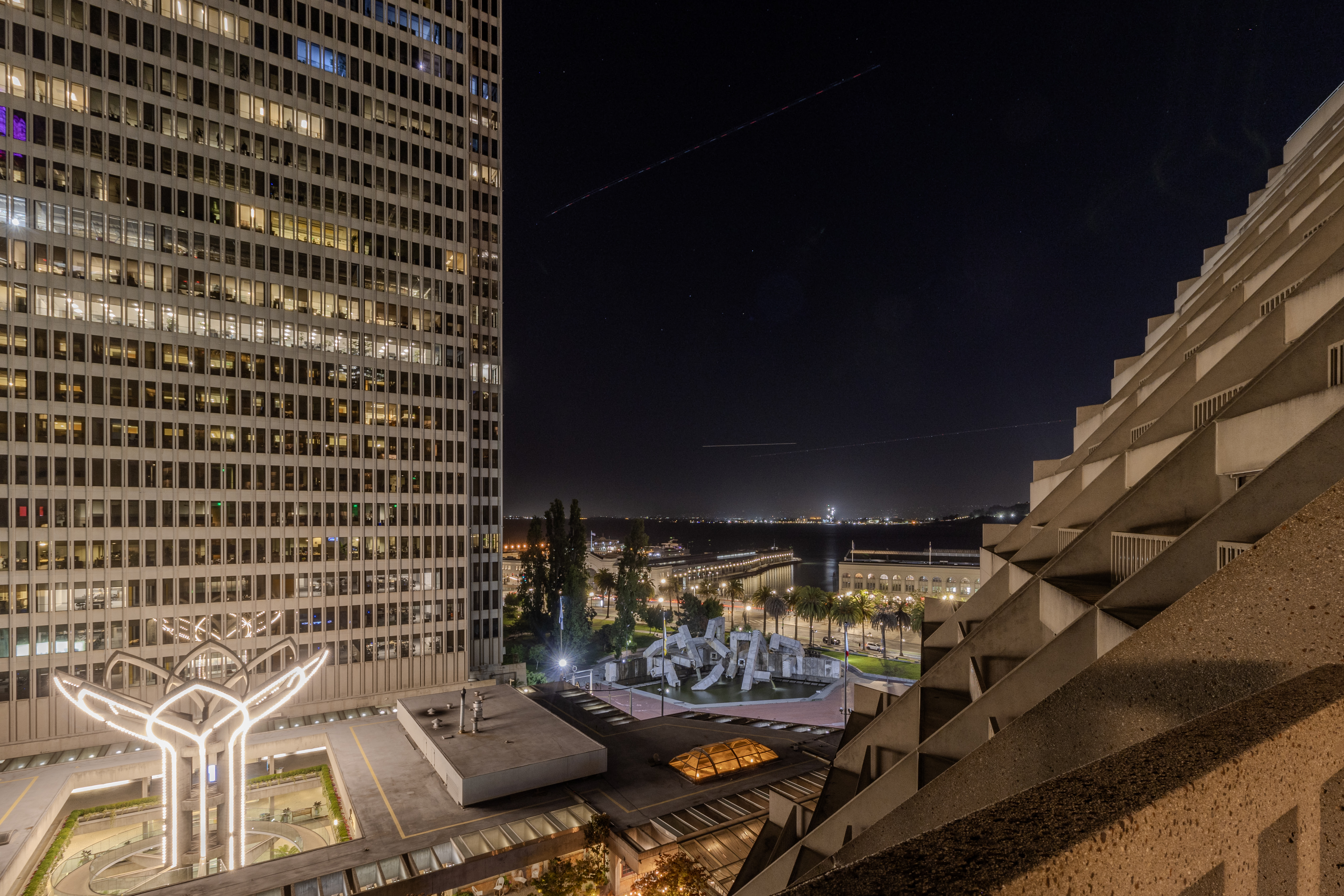
Nachtelijk uitzicht vanuit het hotel

## In populaire cultuur
Het Hyatt Regency is te zien in enkele films, zoals The Towering Inferno en High Anxiety.